# Istanbul Cup 2005
L'Istanbul Cup 2005 è stato un torneo di tennis giocato sulla terra rossa. È stata la 1ª edizione dell'Istanbul Cup, che fa parte della categoria Tier III nell'ambito del WTA Tour 2005. Si è giocato a Istanbul in Turchia, dal 16 al 22 maggio 2005.

## Campioni

### Singolare
Venus Williams ha battuto in finale  Nicole Vaidišová con il punteggio di 6–3, 6–2

### Doppio
Marta Marrero /  Antonella Serra Zanetti hanno battuto in finale  Daniela Klemenschits /  Sandra Klemenschits con il punteggio di 6–4, 6–0